# Mistrzostwa Europy w Lekkoatletyce 2014 – chód na 20 km mężczyzn
Chód na 20 km mężczyzn – jedna z konkurencji rozegranych podczas lekkoatletycznych mistrzostw Europy w Zurychu.

## Terminarz
| Data        | Godzina |       |
| ----------- | ------- | ----- |
| 13 sierpnia | 9:20    | Finał |

## Rekordy
Tabela prezentuje rekord świata, rekord Europy, rekord mistrzostw Europy, najlepsze osiągnięcie na Starym Kontynencie, a także najlepszy rezultat na świecie w sezonie 2014 przed rozpoczęciem mistrzostw.
|                          | Zawodnik                   | Wynik   | Miejsce   | Data                  |
| ------------------------ | -------------------------- | ------- | --------- | --------------------- |
| Rekord świata            | Władimir Kanajkin          | 1:17:16 | Sarańsk   | 29 września 2007(dts) |
| Rekord Europy            | Władimir Kanajkin          | 1:17:16 | Sarańsk   | 29 września 2007(dts) |
| Rekord mistrzostw Europy | Francisco Javier Fernández | 1:18:37 | Monachium | 6 sierpnia 2002(dts)  |
| Listy światowe           | Yūsuke Suzuki              | 1:18:17 | Kobe      | 16 lutego 2014(dts)   |
| Listy europejskie        | Ruslan Dmytrenko           | 1:18:37 | Taicang   | 2 maja 2014(dts)      |

### Listy europejskie
Tabela przedstawia 10 najlepszych wyników uzyskanych w sezonie 2014 przez europejskich lekkoatletów przed rozpoczęciem mistrzostw.
| Poz. | Zawodnik           | Wynik   | Data        | Miejsce    |
| ---- | ------------------ | ------- | ----------- | ---------- |
| 1.   | Ruslan Dmytrenko   | 1:18:37 | 4 maja      | Taicang    |
| 2.   | Andrey Ruzavin     | 1:18:59 | 4 maja      | Taicang    |
| 3.   | Miguel Ángel López | 1:19:21 | 4 maja      | Taicang    |
| 4.   | Ivan Losyev        | 1:19:33 | 28 lutego   | Ałuszta    |
| 5.   | Nazar Kovalenko    | 1:19:45 | 28 lutego   | Ałuszta    |
| 6.   | Matej Tóth         | 1:19:48 | 22 marca    | Dudince    |
| 7.   | Ihor Hlavan        | 1:19:59 | 4 maja      | Taicang    |
| 8.   | Ihor Laszczenko    | 1:20:01 | 28 lutego   | Ałuszta    |
| 9.   | Kostyantyn Puzanov | 1:20:12 | 28 lutego   | Ałuszta    |
| 10.  | Rafał Fedaczyński  | 1:20:18 | 12 kwietnia | Podiebrady |

## Rezultaty

### Finał
| Msc. | Zawodnik                | Kraj            | Czas    | Uwagi |
| ---- | ----------------------- | --------------- | ------- | ----- |
| 01 ! | Miguel Ángel López      | Hiszpania       | 1:19:44 |       |
| 02 ! | Aleksandr Iwanow        | Rosja           | 1:19:45 | PB    |
| 03 ! | Dienis Striełkow        | Rosja           | 1:19:46 | PB    |
| 4.   | Ruslan Dmytrenko        | Ukraina         | 1:19:46 |       |
| 5.   | Christopher Linke       | Niemcy          | 1:21:00 | SB    |
| 6.   | Álvaro Martín           | Hiszpania       | 1:21:41 |       |
| 7.   | Andriy Kovenko          | Ukraina         | 1:21:48 |       |
| 8.   | Giorgio Rubino          | Włochy          | 1:22:07 |       |
| 9.   | Erik Tysse              | Norwegia        | 1:22:19 |       |
| 10.  | Luís Alberto Amezcua    | Hiszpania       | 1:22:26 |       |
| 11.  | Kevin Campion           | Francja         | 1:23:04 |       |
| 12.  | Tom Bosworth            | Wielka Brytania | 1:23:17 |       |
| 13.  | Dzianis Simanowicz      | Białoruś        | 1:23:35 |       |
| 14.  | Nazar Kovalenko         | Ukraina         | 1:23:51 |       |
| 15.  | Hagen Pohle             | Niemcy          | 1:24:00 |       |
| 16.  | Rafał Fedaczyński       | Polska          | 1:24:28 |       |
| 17.  | Perseus Karlström       | Szwecja         | 1:24:41 |       |
| 18.  | Marius Šavelskis        | Litwa           | 1:24:54 | PB    |
| 19.  | Matteo Giupponi         | Włochy          | 1:25:04 |       |
| 20.  | Anton Kučmín            | Słowacja        | 1:25:07 |       |
| 21.  | Antonin Boyez           | Francja         | 1:25:31 |       |
| 22.  | Marius Žiūkas           | Litwa           | 1:25:43 |       |
| 23.  | Arnis Rumbenieks        | Łotwa           | 1:27:07 |       |
| 24.  | Genadij Kozlovskij      | Litwa           | 1:27:45 |       |
| 25.  | Máté Helebrandt         | Węgry           | 1:27:54 |       |
| 26.  | Massimo Stano           | Włochy          | 1:29:14 |       |
| 27.  | Nils-Christopher Gloger | Niemcy          | 1:29:44 |       |
| 28.  | Patrik Spevák           | Słowacja        | 1:31:30 |       |
| 29 ! | Andreas Gustafsson      | Szwecja         | DNF     |       |
| 29 ! | Aleksandros Papamichail | Grecja          | DNF     |       |
| 29 ! | Sándor Rácz             | Węgry           | DNF     |       |
| 29 ! | João Vieira             | Portugalia      | DNF     |       |
| 29 ! | Sérgio Vieira           | Portugalia      | DNF     |       |
| 29 ! | Håvard Haukenes         | Norwegia        | DSQ     |       |